# Gakken

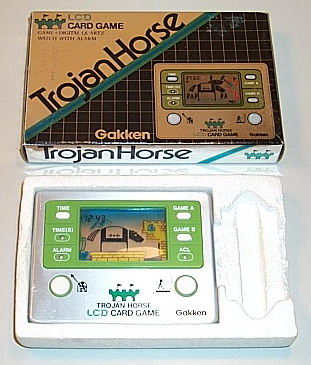
Trojan Horse (1981), een lcd-spel van Gakken

Gakken is een Japanse fabrikant van speelgoed en een educatieve uitgeverij. Opgericht in Tokio in 1946. In de 80e jaren hebben zij computerspellen, tafelblad en handspelletjes geproduceerd.
De eerste lcd-handspelletjes van Gakken verschenen in 1981 in navolging van de Game & Watch reeks van Nintendo. In Duitsland verschenen deze spelletjes onder de naam tacOtronic van Bienengraeber en in Frankrijk werden ze door Lansay uitgegeven. In 1983 brachten zij ook een spelcomputer uit: Gakken Compact Vision. Deze spelcomputer is alleen in Japan uitgebracht en er zijn slechts enkele spellen voor verschenen. Voor verschillende andere spelcomputers heeft Gakken computerspellen gepubliceerd zoals: Marine Wars, Pooyan en Strategy X voor onder andere de Atari 2600.